# دوستی از جنس آتش
دوستی از جنس آتش فیلمی به کارگردانی امیر قویدل و نویسندگی سیروس رنجبر محصول سال ۱۳۸۸ است.

## بازیگران
- ایرج نوذری
- سارا خوئینی‌ها
- ناصر ممدوح
- لیلا بوشهری
- نیما گرانی
- محمد برسوزیان
- محمد ابهری
- مجتبی جمشیدی
- جعفر پهلوان نشان
- واله ضرغامی
- فاطمه شکری [۱]